# Frances Parthenope Verney
Frances Parthenope Verney (Nàpols, 19 d'abril de 1819 - Claydon House, Buckinghamshire, 12 de maig de 1890) va ser una escriptora i periodista anglesa, germana de Florence Nightingale.

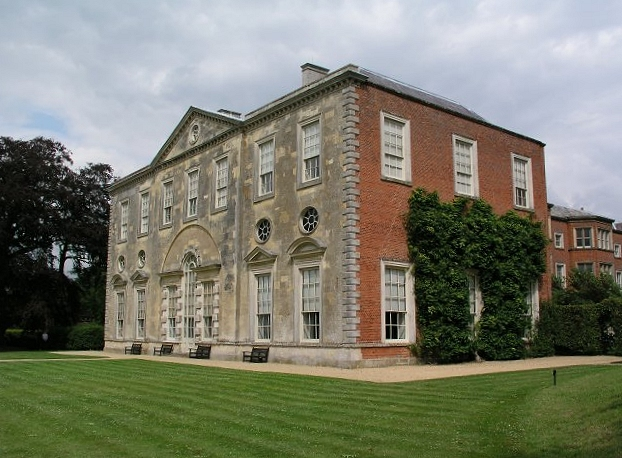
Claydon House.

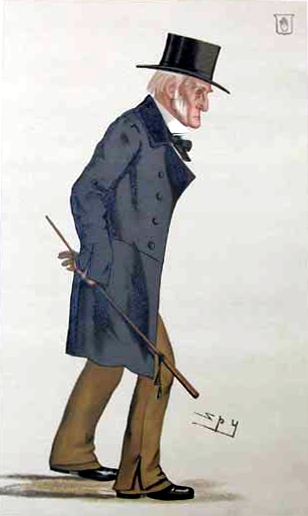
Sir Harry Verney, espòs de Frances Parthenope. Caricatura a Vanity Fair per Leslie Ward, 15 de juliol de 1882.

## Biografia
Era filla de William Edward Nightingale, i la germana gran de Florence Nightingale. L'any 1858 es va convertir en la segona esposa del baronet Sir Harry Verney (segon baronet) qui li fou presentat per la seva germana. També va ser coneguda com a Frances Parthenope Nightingale, Lady Verney, Parthenope Nightingale, Parthe, «Pop», Parthenope Verney i com a Lady Frances Verney. Com Lady Verney, va ser responsable d'una àmplia reforma a Claydon House, country house familiar a Buckinghamshire.
Parthenope fou una activa promotora del treball de la seva germana durant la guerra de Crimea. No obstant això, en una primera instància, quan l'any 1844 Florence havia decidit dedicar la seva vida a la infermeria, es va oposar fermament a tal decisió, juntament amb la mare d'ambdues.
En els seus últims anys, ambdues germanes van viure a prop una d'una altra a South Street, Londres. Lady Verney escrivia relats i articles per Fraser's Magazine, The Cornhill Magazine i Macmillan's Magazine. Va publicar diverses novel·les i un llibre d'assaigs en dos volums, Peasant Properties and Other Selected Essays.
Després de la seva mort es van publicar dues antologies dels seus treballs, Essays and Tales i The Grey Pool and Other Stories. El seu treball en els documents de la família Verney va ser completat i publicat per Margaret Verney com Memoirs of the Verney Family during the Seventeenth Century.
Va morir el 12 de maig de 1890, als 71 anys, a la residència familiar de Claydon House.